# Vinicius Miller
Vinicius Guirra Miller de Oliveira, meglio noto come Vinicius Miller (Rio de Janeiro, 23 novembre 1990), è un ex calciatore brasiliano, di ruolo centrocampista.

## Carriera
Cresciuto calcisticamente nelle giovanili del Botafogo, ha trascorso la maggior parte della sua carriera nelle serie statali brasiliane, prima di trasferirsi in vista della stagione 2019 ai birmani dello Yangon United, dove ha fatto il suo esordio nelle competizioni continentali, collezionando due presenze e una rete nei turni preliminari della AFC Champions League, successivamente ha giocato 6 partite nella fase a gironi della Coppa dell'AFC, realizzandovi anche tre reti.

## Statistiche

### Presenze e reti nei club
Statistiche aggiornate al 28 marzo 2022.
| Stagione        | Squadra         | Campionato      | Campionato | Campionato | Coppe nazionali | Coppe nazionali | Coppe nazionali | Coppe continentali | Coppe continentali | Coppe continentali | Altre coppe | Altre coppe | Altre coppe | Totale | Totale |
| Stagione        | Squadra         | Comp            | Pres       | Reti       | Comp            | Pres            | Reti            | Comp               | Pres               | Reti               | Comp        | Pres        | Reti        | Pres   | Reti   |
| --------------- | --------------- | --------------- | ---------- | ---------- | --------------- | --------------- | --------------- | ------------------ | ------------------ | ------------------ | ----------- | ----------- | ----------- | ------ | ------ |
| 2014            | ASA             | PD/AL           | 8          | 0          |                 | -               | -               |                    | -                  | -                  |             | -           | -           | 8      | 0      |
| 2015            | Bonsucesso      | A/RJ            | 3          | 0          |                 | -               | -               |                    | -                  | -                  |             | -           | -           | 3      | 0      |
| 2019            | Yangon Utd      | MNL             | 13         | 3          |                 | -               | -               | ACL+AFC Cup        | 2+6                | 1+3                |             | -           | -           | 21     | 7      |
| 2020            | Bangu           | D               | 12         | 2          |                 | -               | -               |                    | -                  | -                  |             | -           | -           | 12     | 2      |
| 2021            | Bangu           | A/RJ+D          | 1+10       | 0          |                 | -               | -               |                    | -                  | -                  |             | -           | -           | 11     | 0      |
| Totale Bangu    | Totale Bangu    | Totale Bangu    | 23         | 3          |                 | -               | -               |                    | -                  | -                  |             | -           | -           | 23     | 3      |
| 2022            | Portuguesa-RJ   | A/RJ            | 5          | 1          | CB              | 2               | 0               |                    | -                  | -                  |             | -           | -           | 7      | 1      |
| Totale carriera | Totale carriera | Totale carriera | 52         | 6          |                 | 2               | 0               |                    | 8                  | 4                  |             | -           | -           | 62     | 10     |